# Ferruccio Musitelli
Ferruccio Adriano Musitelli Tagliafico, auch Ferruccio Mussitelli (* 25. August 1927 in Pando, Uruguay; † 30. Januar 2013) war ein uruguayischer Filmemacher und Dokumentarfilmer.
Ferruccio Musitelli verbrachte seine Kindheit im italienischen "Túnez". Er begann seine Laufbahn 1946 als Kameramann bei der von Joaquín Martínez Arboleya geleiteten Nachrichtensendung "Uruguay al Día". Ab 1947 war er für die Nachrichtensendung "Emelco" von Hugo Luis Arredondo ebenfalls zunächst als Kameramann sowie als Editor tätig. Im selben Jahr wirkte er als Kameramann des Spielfilms "Amor fuera de hora" von José Gaspar Serra. In der Folgezeit füllte er bis 1954 die Funktion des Technischen Direktors bei den zwischenzeitlich im Unternehmen Noticias Uruguayas S.A. (NUSA) zusammengeführten zuvor erwähnten Nachrichtenmagazinen aus. In jenem Jahr gründete er seine eigene Filmproduktionsfirma. Dort produzierte er in den nachfolgenden Jahren sowohl im In- als auch im Ausland eine Vielzahl von Dokumentarfilmen. Auftraggeber waren hier unter anderem die UNESCO, Fernsehsender und deutsche Produktionsfirmen. 1961 entstand mit dem Kurzfilm "La ciudad en la playa" eines seiner bedeutendsten Werke. Von 1960 bis 1967 war er für den US-amerikanischen Nachrichtensender ABC als Verantwortlicher der Nachrichtensparte tätig. Im Dezember 1977 zog er nach Italien. Dort war Musitelli ebenfalls umfangreich im Dokumentarfilmbereich aktiv, arbeitete aber auch als Kameramann und fotografischer Direktor im Spielfilmbereich. 1987 kehrte er wieder in sein Geburtsland zurück. Dort wirkte er sodann von 1987 bis 1992 an der Facultad de Ciencias de la Comunicación (Fakultät für Kommunikationswissenschaften) der Universidad de la República als Dozent für Kommunikationswissenschaften. Er schrieb zudem zu cineastischen Themen für El Diario, Acción und El Bien Público. Auch war er Jurymitglied des Fondo para el Fomento y Desarollo de la Producción Audiovisual (FONA) und hielt zudem Seminare an der Universidad ORT und der Escuela de Cinematografía de Cinaemateca.

## Filmografie (Auswahl)
- "La ciudad en la playa", 1961